# Albert von Zimmermann
Albert Alexander von Zimmermann (* 16. Januar 1813 in Driesen; † 26. Dezember 1887 in Münster) war ein preußischer Generalmajor.

## Leben

### Herkunft
Albert war der jüngste Sohn des preußischen Oberstleutnants Karl von Zimmermann (1775–1830) und dessen Ehefrau Christiane, geborene von Schaikowski (1779–1853). Die Familie war am 15. November 1786 durch König Friedrich Wilhelm II. in den erblichen preußischen Adelsstand erhoben worden.

### Militärkarriere
Zimmermann besuchte die Kadettenhäuser in Kulm und Berlin. Im Anschluss trat er am 13. August 1830 als Portepeefähnrich in das 2. Kürassier-Regiment der Preußischen Armee ein. Von dort wurde er am 22. Februar 1831 in das 9. Infanterie-Regiment versetzt, avancierte Mitte November 1831 zum Sekondeleutnant und kam am 14. April 1834 mit Patent vom 12. August 1831 in das 13. Infanterie-Regiment. Am 13. April 1847 wurde er zum Premierleutnant befördert und war von Januar 1849 bis November 1850 als Kompanieführer zum 7. kombinierten Reserve-Bataillon sowie im Anschluss bis Ende Januar 1851 in gleicher Eigenschaft zum III. Bataillon im 13. Landwehr-Regiment kommandiert. Daran schloss sich bis Mitte Mai 1851 eine Verwendung beim IV. Bataillon im 13. Infanterie-Regiment an. Zimmermann stieg am 4. Juni 1852 zum Hauptmann und Kompaniechef auf. Nachdem man ihn Mitte Februar 1859 zum Major befördert hatte, führte er zunächst das Füsilier-Bataillon und wurde dann zum Bataillonskommandeur ernannt. In dieser Stellung erfolgte am 17. März 1863 die Beförderung zum Oberstleutnant.
Während des Krieges gegen Dänemark nahm Zimmermann 1864 an den Gefechten bei Eckernförde und Missunde, dem Sturm auf die Düppeler Schanzen sowie dem Übergang nach Alsen teil. Für seinen Einsatz erhielt er am 10. März 1864 die Schwerter zum Roten Adlerorden IV. Klasse. Während der Mobilmachung anlässlich des Deutschen Krieges wurde er 1866 unter Stellung à la suite seines Regiments zum Kommandanten der Festung Cosel ernannt. Am 8. Juni 1866 wurde Zimmermann zum Oberst befördert und am 23. Oktober 1866 als Kommandant nach Saarlouis versetzt. Anlässlich des Ordensfestes erhielt er im Januar 1869 den Roten Adlerorden III. Klasse mit Schleife. Unter Verleihung des Charakters als Generalmajor wurde er am 12. April 1870 mit Pension zur Disposition gestellt. Er starb am 26. Dezember 1887 in Münster.

### Familie
Zimmermann heiratete am 8. Juli 1847 in Bromberg Mathilde von Wittken (1827–1895). Das Paar hatte mehrere Kinder:
- Friedrich (* 1848), preußischer Oberstleutnant ⚭ Anna Hücking (* 1853)
- Marie (* 1850)